# Nederlands politicus van het jaar
De politicus van het jaar is een Nederlandse verkiezing waarbij aan het einde van een kalenderjaar de beste politicus van het afgelopen jaar wordt gekozen. Oorspronkelijk was het een verkiezing die onder de parlementaire pers werd georganiseerd. Er vinden echter ook alternatieve verkiezingen plaats, waarbij onder de bevolking wordt gepeild en waar Kamerleden om hun mening wordt gevraagd.

## Parlementaire pers
De verkiezing waarin de parlementaire pers oordeelt over de nationale politici werd voor het eerst gehouden in 1973, op initiatief van De Tijd. Nadat De Tijd in 1986 stopte met de organisatie, werd de verkiezing in 1990 eenmalig gehouden onder auspiciën van HP/De Tijd. Vervolgens werd de verkiezing enkele malen georganiseerd door RTL. In 2003 werd het evenement nieuw leven ingeblazen door de NOS in samenwerking met Radio 1. In 2007 werd via het internet ook om de mening van de burger gevraagd. In deze hybride verkiezing verkoos de parlementaire pers D66-leider Alexander Pechtold als politicus van het jaar en werd SGP-leider Bas van der Vlies na een voorkeurscampagne van de SGP-jongeren winnaar van de publieksverkiezing. Zowel pers als publiek zette PVV-leider Geert Wilders op een tweede plaats, waarmee hij drager werd van de titel 'Politicus van het Jaar 2007'.
Vanaf 2008 was het weer enkel de parlementaire pers die de politicus van het jaar verkoos. Het politieke moment van het jaar werd wel via een internetverkiezing bepaald.

## Overzicht sinds 1973
Politicus van het jaar bepaald door de parlementaire pers.

#### Politicus van het jaar (1973-1986)
(organisator: De Tijd)
| Jaar | Nr. 1               | Nr. 2               | Nr. 3                                      |
| ---- | ------------------- | ------------------- | ------------------------------------------ |
| 1973 | Joop den Uyl (PvdA) | Jaap Burger (PvdA)  | Jaap Boersma (ARP) Ruud Lubbers (KVP)      |
| 1974 | Joop den Uyl (PvdA) | Wim Aantjes (ARP)   | Dries van Agt (KVP)                        |
| 1975 | Joop den Uyl (PvdA) | Wim Aantjes (ARP)   | Dries van Agt (KVP)                        |
| 1976 | Joop den Uyl (PvdA) | Dries van Agt (KVP) | Wim Aantjes (ARP)                          |
| 1977 | Joop den Uyl (PvdA) | Dries van Agt (CDA) | Hans Wiegel (VVD)                          |
| 1978 | Wim Aantjes (CDA)   | Joop den Uyl (PvdA) | Jan Terlouw (D66)                          |
| 1979 | Ruud Lubbers (CDA)  | Dries van Agt (CDA) | Jan Terlouw (D66) Joop den Uyl (PvdA)      |
| 1980 | Joop den Uyl (PvdA) | Dries van Agt (CDA) | Job de Ruiter (CDA) Frans Andriessen (CDA) |
| 1981 | Dries van Agt (CDA) | Joop den Uyl (PvdA) | Marcus Bakker (CPN)                        |
| 1982 | Joop den Uyl (PvdA) | Ruud Lubbers (CDA)  | Ed Nijpels (VVD)                           |
| 1983 | Ruud Lubbers (CDA)  | Joop den Uyl (PvdA) | Gert Schutte (GPV)                         |
| 1984 | Kees van Dijk (CDA) | Ruud Lubbers (CDA)  | Theo Joekes (VVD)                          |
| 1985 | Ruud Lubbers (CDA)  | Joop den Uyl (PvdA) | Hans van Mierlo (D'66)                     |
| 1986 | Wim Kok (PvdA)      | Ruud Lubbers (CDA)  | Hans van Mierlo (D'66)                     |

#### Politicus van het jaar (1990-1991)
(organisator: HP/De Tijd)
| 1990 | Thijs Wöltgens (PvdA) | Ruud Lubbers (CDA) | Wim Kok (PvdA) |
| 1991 | Thijs Wöltgens (PvdA) | Ruud Lubbers (CDA) | Wim Kok (PvdA) |

#### Politicus van het jaar (1995 en 1997)
(organisator: RTL)
| 1995 | Paul Rosenmöller (GroenLinks) | Wim Kok (PvdA)    | Frits Bolkestein (VVD) |
| 1997 | Wim Kok (PvdA)                | Ad Melkert (PvdA) | Jan Marijnissen (SP)   |

#### Politicus van het jaar (2003-2018)
(organisator: Het Radio 1 Journaal)
| Jaar | Nr. 1                        | Nr. 2                        | Nr. 3                          |
| ---- | ---------------------------- | ---------------------------- | ------------------------------ |
| 2003 | Jozias van Aartsen (VVD)     | André Rouvoet (ChristenUnie) | Kees Vendrik (GroenLinks)      |
| 2004 | André Rouvoet (ChristenUnie) | Wouter Bos (PvdA)            | Ayaan Hirsi Ali (VVD)          |
| 2005 | Piet Hein Donner (CDA)       | Hans Hoogervorst (VVD)       | Gerrit Zalm (VVD)              |
| 2006 | Jan Marijnissen (SP)         | Jan Peter Balkenende (CDA)   | André Rouvoet (ChristenUnie)   |
| 2007 | Geert Wilders (PVV)          | Alexander Pechtold (D66)     | Bas van der Vlies (SGP)        |
| 2008 | Wouter Bos (PvdA)            | Alexander Pechtold (D66)     | Geert Wilders (PVV)            |
| 2009 | Alexander Pechtold (D66)     | Eberhard van der Laan (PvdA) | Paul Tang (PvdA)               |
| 2010 | Mark Rutte (VVD)             | Maxime Verhagen (CDA)        | Geert Wilders (PVV)            |
| 2011 | Mark Rutte (VVD)             | Emile Roemer (SP)            | Henk Kamp (VVD)                |
| 2012 | Diederik Samsom (PvdA)       | Jan Kees de Jager (CDA)      | Mark Rutte (VVD)               |
| 2013 | Jeroen Dijsselbloem (PvdA)   | Alexander Pechtold (D66)     | Arie Slob (ChristenUnie)       |
| 2014 | Frans Timmermans (PvdA)      | Mark Rutte (VVD)             | Martin van Rijn (PvdA)         |
| 2015 | Klaas Dijkhoff (VVD)         | Jesse Klaver (GroenLinks)    | Sybrand van Haersma Buma (CDA) |
| 2016 | Geert Wilders (PVV)          |                              |                                |
| 2017 | Geert Wilders (PVV)          |                              |                                |
| 2018 | Klaas Dijkhoff (VVD)         | Geert Wilders (PVV)          | Jesse Klaver (GroenLinks)      |

#### Politicus van het jaar (sinds 2024)
(organisator: WNL)
| Jaar | Nr. 1                                       |
| ---- | ------------------------------------------- |
| 2024 | Henri Bontenbal (CDA) & Geert Wilders (PVV) |

## Talent van het jaar
| Jaar | Nr. 1                            | Nr. 2                    | Nr. 3                        |
| ---- | -------------------------------- | ------------------------ | ---------------------------- |
| 2003 | Mark Rutte (VVD)                 | Laetitia Griffith (VVD)  |                              |
| 2004 | Laetitia Griffith (VVD)          | Martijn van Dam (PvdA)   | Mark Rutte (VVD)             |
| 2005 | Martijn van Dam (PvdA)           | Alexander Pechtold (D66) | Joost Eerdmans (LPF)         |
| 2006 | Marianne Thieme (PvdD)           | Hans Spekman (PvdA)      | Mariko Peters (GroenLinks)   |
| 2007 | Halbe Zijlstra (VVD)             | Ronald Plasterk (PvdA)   | Ronald van Raak (SP)         |
| 2008 | Tofik Dibi (GroenLinks)          | Hero Brinkman (PVV)      | Eberhard van der Laan (PvdA) |
| 2009 | Jolande Sap (GroenLinks)         |                          |                              |
| 2010 | Wouter Koolmees (D66)            |                          |                              |
| 2011 | Carola Schouten (ChristenUnie)   |                          |                              |
| 2012 | Jeanine Hennis-Plasschaert (VVD) |                          |                              |
| 2013 | Bram van Ojik (GroenLinks)       | Martin van Rijn (PvdA)   | Sander Dekker (VVD)          |

### Slechtste politicus van het jaar
| Jaar | Nr. 1                    | Nr. 2                           | Nr. 3                                      |
| ---- | ------------------------ | ------------------------------- | ------------------------------------------ |
| 1991 | Hanja Maij-Weggen (CDA)  | Frits Bolkestein (VVD)          | Rudolf de Korte (VVD) Hedy d'Ancona (PvdA) |
| 1995 | Enneüs Heerma (CDA)      | Gerrit-Jan Wolffensperger (D66) | Hans Janmaat (CD) Jan Hendriks             |
| 2003 | João Varela (LPF)        | Jan Peter Balkenende (CDA)      | Wouter Bos (PvdA)                          |
| 2004 | Jozias van Aartsen (VVD) | Ali Lazrak (Groep Lazrak)       |                                            |

## Kamerleden
Van 2003 tot 2009 werd er jaarlijks door Kamerleden gestemd over het beste en slechtste Kamerlid.

### Politicus van het jaar
| Jaar | Nr. 1                      | Nr. 2                      | Nr. 3                      |
| ---- | -------------------------- | -------------------------- | -------------------------- |
| 2003 | Jozias van Aartsen (VVD)   | Jan Peter Balkenende (CDA) | Wouter Bos (PvdA)          |
| 2004 | Wouter Bos (PvdA)          | Jan Peter Balkenende (CDA) | Maxime Verhagen (CDA)      |
| 2005 | Wouter Bos (PvdA)          | Maxime Verhagen (CDA)      | Jan Peter Balkenende (CDA) |
| 2006 | Jan Marijnissen (SP)       | Jan Peter Balkenende (CDA) | Wouter Bos (PvdA)          |
| 2007 | Jan Peter Balkenende (CDA) | Mark Rutte (VVD)           | Pieter van Geel (CDA)      |
| 2008 | Wouter Bos (PvdA)          | Alexander Pechtold (D66)   | Geert Wilders (PVV)        |

### Slechtste politicus van het jaar
| Jaar | Nr. 1                      | Nr. 2                      | Nr. 3                          |
| ---- | -------------------------- | -------------------------- | ------------------------------ |
| 2003 | Wouter Bos (PvdA)          | Maxime Verhagen (CDA)      | Ayaan Hirsi Ali (VVD)          |
| 2004 | Wouter Bos (PvdA)          | Jozias van Aartsen (VVD)   | Ali Lazrak (Groep Lazrak)      |
| 2005 | Jozias van Aartsen (VVD)   | Wouter Bos (PvdA)          | Hilbrand Nawijn (Groep Nawijn) |
| 2006 | Rita Verdonk (VVD)         | Wouter Bos (PvdA)          | Ali Lazrak (Groep Lazrak)      |
| 2007 | Geert Wilders (PVV)        | Rita Verdonk (Lid Verdonk) | Marianne Thieme (PvdD)         |
| 2008 | Rita Verdonk (Lid Verdonk) | Ella Vogelaar (PvdA)       | Agnes Kant (SP)                |
| 2009 | Rita Verdonk (TON)         | Geert Wilders (PVV)        | Agnes Kant (SP)                |

## Opiniepeiling

### Maurice de Hond
| Jaar | Nr. 1                            | Nr. 2         | Nr. 3                                               |
| ---- | -------------------------------- | ------------- | --------------------------------------------------- |
| 2012 | Diederik Samsom (PvdA) 23%       | "Niemand" 19% | Jan Kees de Jager (CDA) 11% Geert Wilders (PVV) 11% |
| 2014 | Frans Timmermans (PvdA) ruim 35% |               |                                                     |

### EénVandaag
Vanaf 2004 voert het EénVandaag (voorheen TweeVandaag) Opiniepanel jaarlijks een peiling uit onder een groep van ruim 35.000 respondenten.

##### Politicus van het jaar
| Jaar | EenVandaag Opiniepanel     | EenVandaag Jongerenpanel  |
| ---- | -------------------------- | ------------------------- |
| 2004 | Wouter Bos (PvdA)          |                           |
| 2005 | Rita Verdonk (VVD)         |                           |
| 2006 | Jan Marijnissen (SP)       |                           |
| 2007 | Rita Verdonk (Lid Verdonk) |                           |
| 2008 | Wouter Bos (PvdA)          |                           |
| 2009 | Alexander Pechtold (D66)   |                           |
| 2010 | Geert Wilders (PVV)        |                           |
| 2011 | Emile Roemer (SP)          |                           |
| 2012 | Diederik Samsom (PvdA)     | Diederik Samsom (PvdA)    |
| 2013 | Geert Wilders (PVV)        | Alexander Pechtold (D66)  |
| 2014 | Frans Timmermans (PvdA)    | Frans Timmermans (PvdA)   |
| 2015 | Geert Wilders (PVV)        | Jesse Klaver (GroenLinks) |
| 2016 | Geert Wilders (PVV)        | Jesse Klaver (GroenLinks) |
| 2017 | Thierry Baudet (FVD)       | Jesse Klaver (GroenLinks) |
| 2018 | Klaas Dijkhoff (VVD)       |                           |

##### Politieke prestatie van het jaar
| Jaar | Winnaar(s)                                  | Prestatie                                            |
| ---- | ------------------------------------------- | ---------------------------------------------------- |
| 2019 | Renske Leijten (SP) en Pieter Omtzigt (CDA) | "Het aan de kaak stellen van de toeslagenaffaire"    |
| 2020 | Het kabinet-Rutte III                       | "De leidende rol van het kabinet in de coronacrisis" |

##### Politiek moment van het jaar
| Jaar | Moment                                                                                        |
| ---- | --------------------------------------------------------------------------------------------- |
| 2021 | Foto 'positie Omtzigt, functie elders'                                                        |
| 2022 | Weglopen kabinet na opmerkingen Thierry Baudet tijdens debat Algemene Politieke Beschouwingen |
| 2023 | Winst van de PVV bij de Tweede Kamerverkiezingen                                              |

##### Slechtste politicus van het jaar
- 2004 - Jan Peter Balkenende (CDA)
- 2005 - Jan Peter Balkenende (CDA)
- 2006 - Wouter Bos (PvdA)
- 2007 - Geert Wilders (PVV)
- 2008 - Geert Wilders (PVV)
- 2009 - Geert Wilders (PVV)